# Oscar Uddenäs
Fredrik Oscar Olle Uddenäs, född 17 augusti 2002 i Lomma i Skåne län, är en svensk fotbollsspelare som spelar för Östers IF i Allsvenskan.

## Klubblagskarriär
Oscar Uddenäs moderklubb är GIF Nike. Som åttaåring tog han klivet till Malmö FF, där han stannade till han tagit sig upp i U19-laget. Sommaren 2019 såldes han till italienska Serie B-laget SPAL.

### IFK Värnamo
Efter ett år som ungdomsproffs vände Uddenäs hem till Sverige, då han skrev på ett ett och ett halvt år långt kontrakt med division 1-klubben IFK Värnamo. Debuten i Ettan Södra kom den 12 oktober 2020 i 2–1-segern mot Qviding FIF. Säsongen avslutades sedan med att IFK Värnamo vann Ettan Södra och tog klivet upp i Superettan.
Oscar Uddenäs debuterade i Superettan den 10 april 2021, då han stod för ett inhopp i premiären mot Landskrona BoIS. Efter att ha varit in och ut ur startelvan under inledningen av säsongen etablerade sig Uddenäs som en startspelare i augusti samma år. Säsongen slutade med att IFK Värnamo som nykomling vann Superettan och tog klivet upp i Allsvenskan. För Uddenäs blev det ett genombrottsår. Han spelade en viktig roll i avancemanget, då han stod för sex mål, och hyllades stort. Värnamos tränare Jonas Thern sa redan innan säsongens slut att Uddenäs har kapacitet att spela i landslaget. När säsongen gått i mål prisades han också som Superettans bästa unga spelare medan Aftonbladets Superettanexpert Göran Bolin rankade honom som säsongens näst bästa spelare.

### BK Häcken
I december 2021 värvades Uddenäs av BK Häcken, där han skrev på ett fyraårskontrakt. Uddenäs spelade 28 ligamatcher under säsongen 2022 och gjorde sju mål samt två assist då BK Häcken vann sitt första SM-guld.

### Excelsior
Den 29 juli 2023 värvades Uddenäs av Eredivisie-klubben Excelsior, där han skrev på ett treårskontrakt.

#### Lån till AIK
Den 26 augusti 2024 lånades Uddenäs ut till den svenska klubben AIK, där kontraktet sträckte sig till och med den 30 juni 2025. I avtalet fanns även en köpotion. Han gjorde sin debut för klubben den 31 augusti 2024 i en 1–0-vinst över IFK Värnamo på Finnvedsvallen när han bytes in i den 64:e matchminuten mot Bersant Celina.

### Östers IF
Den 10 juni 2025 presenterades Uddenäs, efter en tids rykten, för sin nya klubb Östers IF.

## Landslagskarriär
Oscar Uddenäs debuterade i Sveriges P16-landslag den 18 maj 2018, i en 2-0-seger mot Irland. Under året som följde spelade han i fem av sex kvalmatcher när Sverige kvalificerade sig för U17-EM 2019. Oscar Uddenäs tog också plats i 20-mannatruppen till mästerskapet. Han spelade sedan alla tre matcherna när Sverige åkte ut i gruppspelet.

## Karriärstatistik
| Klubb              | Säsong             | Liga               | Liga    | Liga | Nationell cup | Nationell cup | Totalt  | Totalt |
| Klubb              | Säsong             | Division           | Matcher | Mål  | Matcher       | Mål           | Matcher | Mål    |
| ------------------ | ------------------ | ------------------ | ------- | ---- | ------------- | ------------- | ------- | ------ |
| IFK Värnamo        | 2020               | Ettan Södra        | 5       | 1    | 0             | 0             | 5       | 1      |
| IFK Värnamo        | 2021               | Superettan         | 22      | 6    | 1             | 0             | 23      | 6      |
| IFK Värnamo        | Totalt             | Totalt             | 27      | 7    | 1             | 0             | 28      | 7      |
| BK Häcken          | 2022               | Allsvenskan        | 28      | 7    | 3             | 3             | 31      | 10     |
| BK Häcken          | 2023               | Allsvenskan        | 10      | 1    | 2             | 0             | 12      | 1      |
| BK Häcken          | Totalt             | Totalt             | 38      | 8    | 5             | 3             | 43      | 11     |
| Excelsior          | 2023/2024          | Eredivisie         | 8       | 2    | 1             | 0             | 9       | 2      |
| Totalt i karriären | Totalt i karriären | Totalt i karriären | 73      | 17   | 7             | 3             | 80      | 20     |

## Meriter
IFK Värnamo
- Vinnare av Superettan: 2021
- Vinnare av Ettan Södra: 2020

 BK Häcken
- Svensk mästare: 2022